# Política económica
La política económica tiene diferentes significados ya que suele hacer referencia a las diferentes estrategias de intervención o actuaciones llevadas a cabo por ciertos gobiernos nacionales (ejecutivos, parlamentos) de entre los varios existentes en los países democráticos, especialmente en los países con estructura federal y amplia descentralización en la toma de decisiones políticas y político-económicas.
El sistema de normas o medidas tendientes a incrementar la riqueza nacional y a activar su sistema de producción, para contribuir así el bienestar general.
El análisis de la organización y funcionamiento de estos gobiernos en unos y otros países, regiones, periodos, etc. Las medidas que unos y otros ponen en marcha puede y suele hacerse a partir de diferentes enfoques de análisis político-económico. Las recomendaciones que unos y otros autores hacen a partir de dichos enfoques, sin entrar en otras consideraciones, suelen diferir incluso cuando abordan los mismos fenómenos. En asuntos económicos humanos los intereses también importan. Y es raro que no haya siempre conflicto de intereses entre los participantes directos e indirectos.
Estas estrategias están constituidas por diferentes conjuntos de medidas, leyes, regulaciones, gastos en educación, sanidad, subsidios, ayudas, impuestos y tasas para obtener ingresos públicos y también a veces para alterar los incentivos que confrontan tanto los agentes del sector privado como de las administraciones públicas y otras entidades. Normalmente los objetivos buscados o los intereses promovidos por unos u otros parlamentos y ejecutivos difieren en función de los partidos políticos o coaliciones que controlen dichas organizaciones para la toma de decisiones públicas.

## Tipos de política económica
Pueden utilizarse los siguientes pares o conjuntos de denominaciones, para clasificar en términos generales sus medidas o acciones:
- Política económica a corto plazo/Política a largo plazo
- Política económica coyuntural/Política estructural
- Política de estabilización/Política de desarrollo

## Objetivos e instrumentos
Aunque los objetivos perseguidos por quienes controlan unos y otros ejecutivos y parlamentos difieren, en las democracias occidentales suele haber una cierta coincidencia entre partidos políticos en cuanto al logro de ciertos objetivos generales, habitualmente recogidos en las constituciones. Resulta posible distinguir así, en primer lugar, la existencia de unos fines genéricos de carácter político como la igualdad, independencia, libertad y justicia. Por debajo de ellos se encuentran unos objetivos que en general suelen ser compartidos, aunque las diferencias aparecen a la hora de las estrategias aplicadas, como el logro de un cierto crecimiento económico medioambientalmente sostenible, con estabilidad de precios, que no genere desequilibrios en la balanza de pagos y que permita crear empleo en aras al logro del pleno empleo.
Los objetivos que cada gobierno persigue también pueden clasificarse en objetivos de corto y de largo plazo. Los fines de corto plazo buscan enfrentar una situación actual; es decir, una coyuntura económica actual, por lo tanto, las medidas son coyunturales. Las medidas de largo plazo buscan otros tipos de finalidades, las cuales pueden afectar la estructura económica de un país, por lo tanto, son medidas estructurales o actuaciones de reforma institucional. Las medidas de corto plazo buscan enfrentar temas como el desempleo, la inflación, etc., mientras que las medidas de largo plazo pueden ser, por ejemplo: incentivar el desarrollo de un sector.
¿Qué personas, parlamentarios, ministros, consejeros, concejales, alcaldes, etc, de todos los partidos políticos, no estarían de acuerdo en la deseabilidad de tales objetivos?. El problema viene en las medidas aplicadas y los beneficios y los costes que de unas y otras se derivan para unos y otros colectivos. ¿Cabe aplicar las mismas medidas para resolver el problema de los amenazados por desahucios en un país por no poder pagar sus deudas que para resolver el problema de sus acreedores que los han demandado al no cobrar dichas deudas?
La diversidad de herramientas, instrumentos o tipos de medidas utilizadas por los gobiernos de los países desarrollados con sistema político democrático es amplia. Pero cuatro grandes tipos de intervención suelen mencionarse como las principales políticas instrumentales: las actuaciones de políticas fiscales o presupuestaria, las actuaciones de monetaria, las actuaciones de política exterior y política cambiaria y las actuaciones de política comercial. Pero también es posible, y de hecho ocurre, que unos u otros gobiernos de ámbito central o subcentral adopten medidas de tipo industrial, agrario, turístico (políticas sectoriales) u otras más horizontales que afecten a varios sectores (política energética, de transportes, comercial, de vivienda, etc).
En democracia todas estas actuaciones es legítimo que puedan diferir según los grupos políticos que han alcanzado la mayoría en cada Ayuntamiento, en cada Asamblea o Parlamento regional-cantonal-etc o en el Parlamento y ejecutivo centrales. Cuando los países forman parte de uniones económicas y políticas de ámbito supranacional, como ocurre en los países miembros de la Unión Europea, pues existe otro nivel de toma de decisiones político-económicas con diversos organismos (Parlamento europeo, Consejo Europeo, Comisión Europea y otros...) en los que las mayorías que se conformen importan.